# Социал-демократическая партия Финляндии

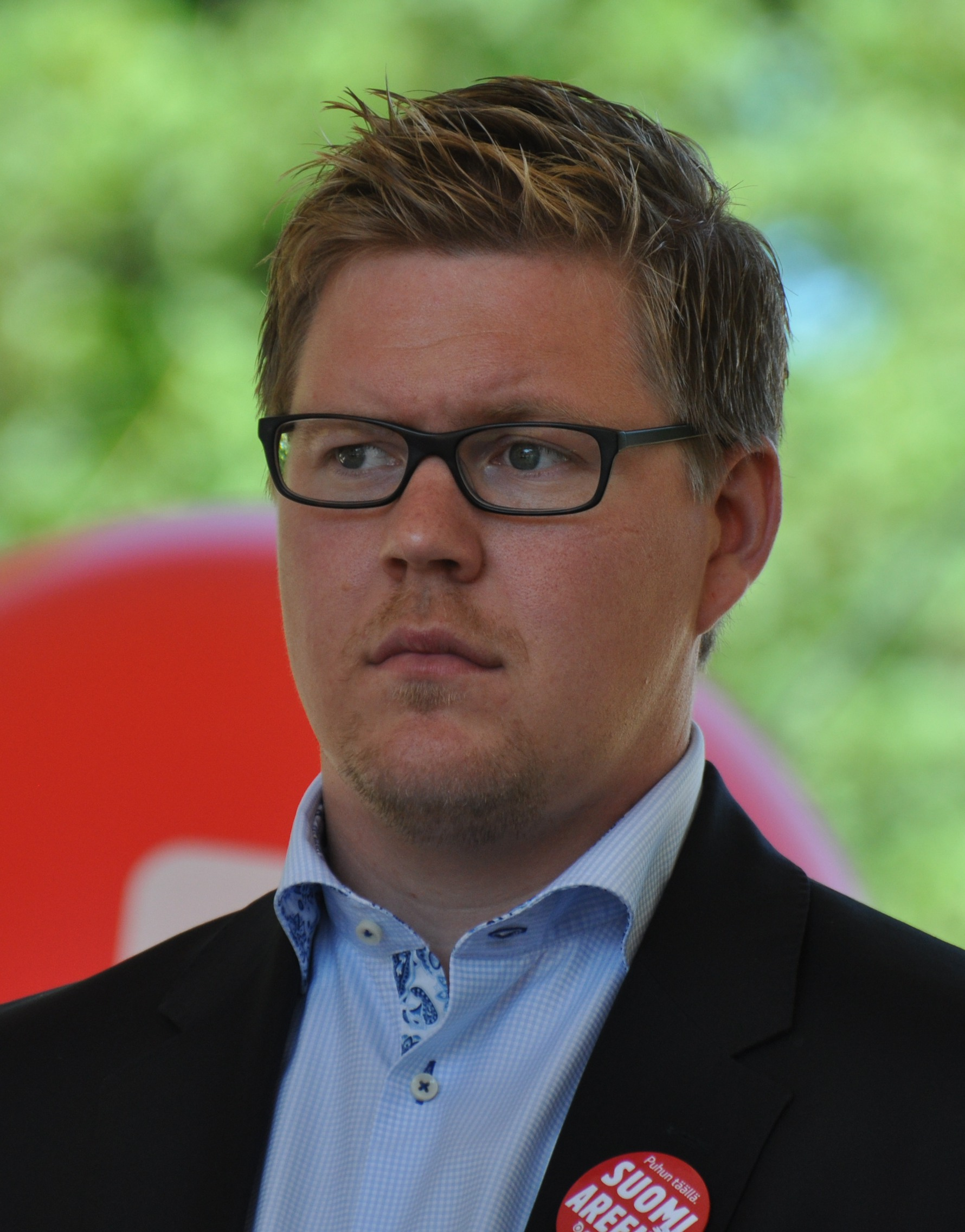
Антти Линдтман, председатель партии с 1 сентября 2023 года

Социа́л-демократи́ческая па́ртия Финля́ндии (СДП, фин. Suomen Sosiaalidemokraattinen Puolue, SDP) — политическая партия в Финляндии. 
Число членов партии на состоянию на 2021 год составляло 29 600 человек. По итогам последних парламентских выборов, состоявшихся в 2023 году, партия заняла третье место, получив 19,9 % голосов и 43 места в эдускунте. Имеет также 2 из 14 мест в европарламенте.

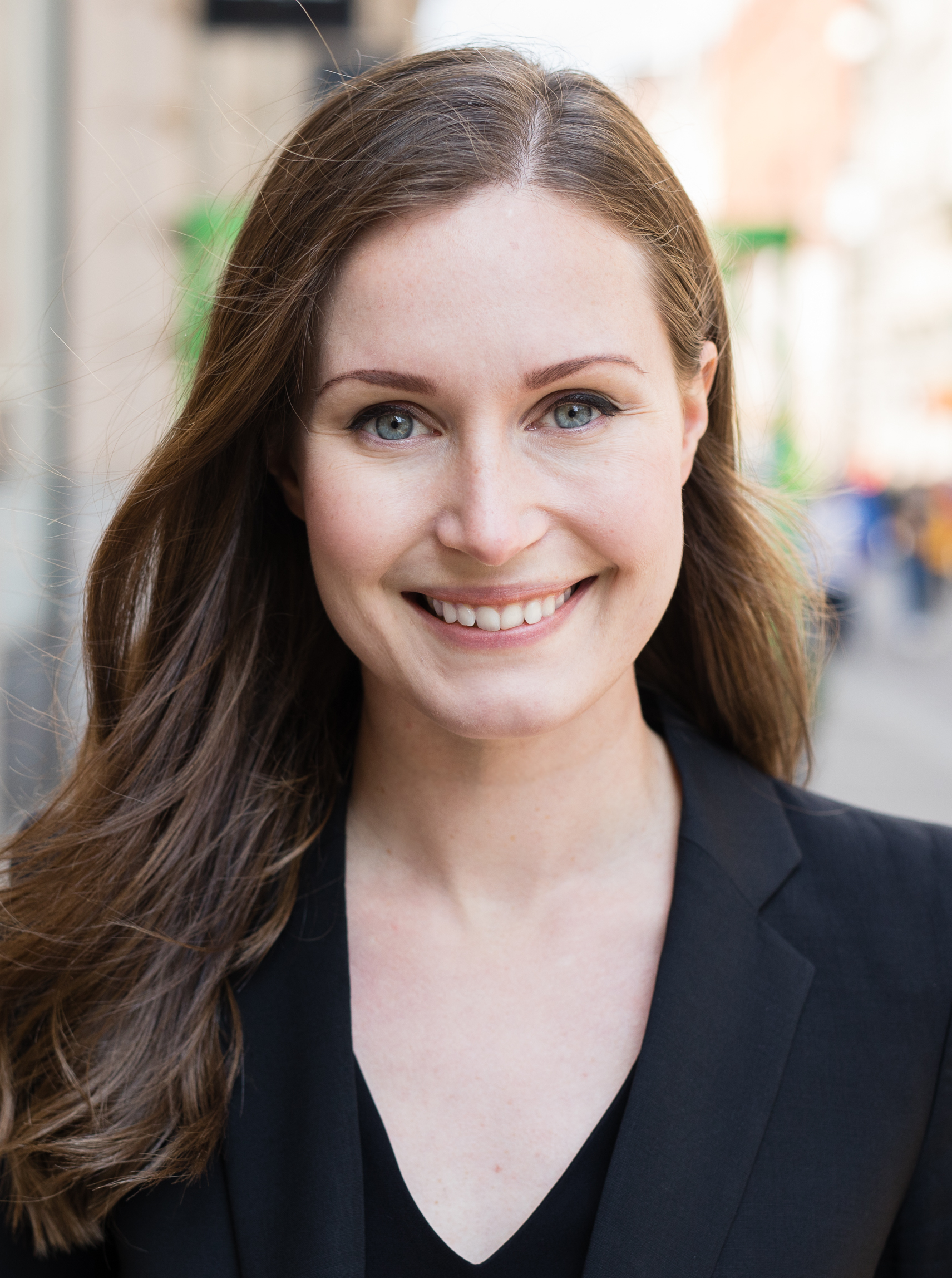
Санна Марин, председатель партии с 23 августа 2020 года по 1 сентября 2023 года

## История
Социал-демократическая партия Финляндии была основана в 1899 году на съезде 17-20 июля в Або. Первоначально партия называлась Рабочая партия Финляндии (фин. Suomen työväenpuolue), однако в 1903 году на съезде 17-20 августа в городе Форсса сменила название на современное. Тогда же, в 1903 году, была принята программа СДП, содержавшая требования всеобщего избирательного права для мужчин и женщин с 21 года, 8-часового рабочего дня, всеобщего обязательного среднего образования, обобществления средств производства, улучшение условий труда, отделения церкви от государства.
Под влиянием революции в России, 1905 года, в руководстве СДП сформировалось радикальное крыло, главными лидерами которого стали Юрьё Сирола и Отто Куусинен. Представители левого крыла неоднократно встречались с Лениным. Председателем партии впервые стал Вяйнё Таннер. В 1907 году был образована тесно связанная с СДП Финская федерация профсоюзов.
С 1907 года, когда на парламентских выборах в княжестве получила 80 мест (из 200), партия принимает участие в работе парламента Финляндского княжества и достигает 47,3 % голосов в 1916 году — единственный случай в истории страны, когда у одной партии было такое большинство. Во время гражданской войны 1918 года левое крыло и центр встали на сторону красных (Финская красная гвардия), сформировав революционное правительство в Хельсинки (Совет народных уполномоченных во главе с председателем СДПФ Куллерво Маннером), а правое — на сторону белых (Финский охранный корпус).
В результате поражения финской революции левое крыло СДП откололось от партии и в августе 1918 года в Москве преобразовалось в Коммунистическую партию Финляндии (КПФ), а сама СДПФ была реорганизована во главе с соблюдавшим нейтралитет в гражданской войне Вяйнё Таннером (как истинный политический долгожитель он вновь возглавлял партию в 1918—1926 и 1957—1963 годах). На парламентских выборах того же года социал-демократы получили 80 мест.
В 1926 году СДПФ впервые сформировала правительство во главе с Таннером, просуществовавшее до конца 1927 года. В 1930 году партия сыграла важную роль в реорганизации профсоюзного движения, поставленного вне закона антикоммунистическим правительством, в Конфедерацию профсоюзов Финляндии.
В марте 1946 года левое крыло СДП откололось и образовало Социалистическую единую партию (Sosialistinen yhtenäisyyspuolue), входившую вместе с КПФ в Демократический союз народа Финляндии, однако СЕП распалась в 1955 году. В 1959 году случился ещё один левый откол от СДПФ — Социал-демократический союз рабочих и мелких земледельцев Финляндии, большая часть которого вернулась в Социал-демократическую партию в 1973 году.

## Современность
На выборах 18 марта 2007 года СДП получила 45 из 200 мест в парламенте республики. Председатель социал-демократической партии с июня 2008 по май 2014 года — Ютта Урпилайнен (род. 1975). Она стала первой женщиной в истории социал-демократов Финляндии, возглавившей партию. На парламентских выборах, прошедших 17 апреля 2011 года, СДП получила 42 места из двухсот. 24—26 мая 2012 года в Хельсинки прошёл очередной съезд партии на котором Ютта Урпилайнен была избрана председателем партии на третий срок.
9 мая 2014 года на съезде партии новым председателем СДП был избран Антти Ринне; за него отдали свои голоса 257 депутатов, за Урпилайнен — 243 депутата. Ринне сказал, что под его руководством «партия будет делать акцент на вопросах экономического роста и занятости».
В марте 2018 года опрос Yle показал, что СДП впервые за долгое время возглавила рейтинг популярности политических партий страны.
23 августа 2020 года на съезде партии в Тампере новым председателем СДП сроком на три года была единогласно избрана Санна Марин.
1 сентября 2023 года новым председателем избран Антти Линдтман.

## Организационная структура
СДПФ состоит из районов, районы из коммунальных организаций. Высший орган — съезд (фин. puoluekokous, шв. partikongress), между съездами — правление (фин. puoluehallitus, шв. partistyrelse),
Районы
Районы соответствуют избирательным округам. Высший орган района — районная конференция (piirikokous), между районными конференциями — районное правление (piirihallitus).
Коммунальные организации
Коммунальные организации соответствуют городам и коммунам. Высший орган коммунальной организации — общее собрание коммунальной организации (kunnallisjärjestön kokous), между общими собраниями коммунальной организации — правление коммунальной организации (kunnallisjärjestön hallitus).
Смежные организации
- Молодёжная организация — Союз социал-демократической молодёжи (Sosialidemokraattiset Nuoret),
- Женская организация — Союз социал-демократических женщин (Sosialidemokraattiset Naiset).

Высший орган союз — конференция (liittokokous), между конференциями — правление (liittohallitus).

## Наиболее известные члены СДП
- Вяйнё Таннер — премьер-министр (1926—1927), министр иностранных дел в период зимней войны (1939−1940), председатель (1918—1926, 1957—1963)
- Карл-Август Фагерхольм — премьер-министр (1948—1950, 1956—1957 и 1958—1959), спикер парламента (1945—1948, 1950—1956, 1957—1958, 1958—1961 и 1965—1966)
- Калеви Сорса — премьер-министр (1972—1975, 1977—1979, 1982—1983 и 1983—1987), спикер парламента (1989—1990), председатель (1975—1982)
- Эмиль Ског — председатель Социал-демократической партии Финляндии (1946—1957). Министр обороны Финляндии (1948—1950, 1951—1953 и 1954—1957).
- Пааво Липпонен — премьер-министр (1995—1999 и 1999—2003), спикер парламента (2003—2007), председатель (1993—2005)
- Мауно Койвисто — президент (1982—1994)
- Мартти Ахтисаари — президент (1994—2000)
- Тарья Халонен — президент (2000—2012)
- Санна Марин — премьер-министр (2019—2023)

Левое крыло (c 1918 Коммунистическая партия Финляндии):
- Юрьё Сирола, председатель (1907—1909 и 1917)
- Отто Куусинен, председатель (1911—1913)
- Куллерво Маннер, спикер парламента (1917), председатель (1917—1918)